# Unternehmerische Klimarisiken
Unternehmerische Klimarisiken sind spezielle unternehmerische Risiken, und zwar Wagnisse und Gefahren, die durch den Klimawandel und menschliche Maßnahmen zu dessen Vermeidung oder zur Anpassung an den Klimawandel verursacht werden.
Der Klimawandel äußert sich vor allem durch die Veränderung langfristiger atmosphärischer Mittelwerte, die Verstärkung der Klimavariabilität und die Zunahme von Wetterextremen. Seine Folgen stellen Klimarisiken dar, also durch ihn bedingte Wagnisse oder Gefahren, die Einfluss auf die Systeme der Natur und des Menschen nehmen können. Es drohen Verluste an ökonomischen, gesellschaftlichen und ökologischen Werten, etwa durch Stürme, Überschwemmungen und Hitzewellen.
In ihrer Rolle als Investoren, Verschmutzer, Erfinder, Experten, Produzenten, Lobbyisten und Arbeitgeber stehen Unternehmen im Wirkungsbereich vieler dieser Risiken. Sie sind ein Spezialfall unternehmerischer Risiken. Neben den physischen Risiken aus den unmittelbaren physischen Folgen des Klimawandels drohen den Unternehmen regulatorische und rechtliche Risiken, Reputationsrisiken sowie wettbewerbs- und strategiebezogene Risiken.

## Quantitative Risiken

### Gesamtwirtschaftliche Risiken
Klimarisiken wirken sich in verschiedenen Gegenden der Erde unterschiedlich aus. Dies liegt einerseits an den klimatischen und geologischen Gegebenheiten vor Ort, andererseits daran, dass Unterschiede im Agieren der jeweiligen Staatsführung das Verhalten der Unternehmen beeinflussen und formen, welche wiederum durch Lobbyarbeit oder Partizipation in Interessenverbänden auf ebendieses Agieren einwirken. So variieren die Anforderungen an die unternehmerische Reaktion auf potentielle Klimarisiken stark. Als Herausforderung in der heutigen globalisierten Welt erweist sich dabei die multinationale Aufstellung vieler Unternehmen mit Produktion und Vermarktung in zahlreichen Ländern der Erde.

### Branchenspezifische Risiken
In mehreren Wirtschaftssektoren gibt es einen unmittelbaren Zusammenhang zwischen Klima und Wirtschaftsaktivität. Zu den besonders vom Klimawandel betroffenen Branchen gehören die Land- und Forstwirtschaft sowie die Wasserwirtschaft. Darüber hinaus sind insbesondere die Energie- und Transportwirtschaft betroffen.
Die wichtigsten Punkte, die beispielsweise Unternehmen der Kohle-, Öl-, Automobil-, Energie-, Luftfahrt-, Papier- und Aluminiumindustrie beeinflussen, sind die tendenziell steigenden Kraftstoff-, Rohstoff- und Energiepreise und die sinkende Nachfrage nach energieintensiven Produkten und Dienstleistungen.
Der Wirtschaftssektor Landwirtschaft ist besonders klimasensibel, da sämtliche Schwankungen des Wetters und Klimaveränderungen unmittelbar in Erträgen und Verlusten spürbar sind. Die Landwirtschaft ist besonders von der Wasserversorgung abhängig, was vor allem in unterentwickelten Regionen zu Problemen führen kann.
Auch bei der Forstwirtschaft ist die Versorgung mit Wasser das schwerwiegendste Problem. Darüber hinaus können in Zukunft die Zunahme von starken Unwettern und Waldbränden sowie die Verbreitung von Schädlingen zu hohen Schäden führen.
Verändernde Temperaturen und die Verfügbarkeit von Wasser spielen auch bei der Wasserwirtschaft eine große Rolle. Aufgrund von geringeren Niederschlägen und einer höheren Verdunstung im Sommer kann es zu Versorgungsproblemen in vielen Regionen kommen. Dies führt zu einer langfristigen Veränderung des regionalen Wasserhaushaltes.
Auch die Energiewirtschaft sieht sich in Zukunft einem Wasserversorgungsproblem, insbesondere während heißer und trockener Sommer, gegenübergestellt. Das Wasser ist zur Kühlung von Kraftwerken notwendig. Durch Wasserniedrigstände kann zudem die Stromerzeugung in Wasserkraftwerken beeinträchtigt werden. Darüber hinaus kann häufigeres Auftreten von anderen Extremwetterereignissen wie Stürmen die Infrastruktur (z. B. Oberlandleitungen) stärkeren Abnutzungen aussetzen.
Die Ölversorgung kann durch Hurrikane im Golf von Mexiko beeinträchtigt werden, was wiederum kurzfristige Preisschwankungen an den Rohstoffmärkten auslöst oder verstärkt. Langfristig gesehen verbessern sich unter Umständen die Fördermöglichkeiten von Energierohstoffen in hohen Breitengraden.
Die Transportwirtschaft ist auf eine funktionierende Infrastruktur angewiesen und reagiert deshalb sensibel auf Wetterextreme. Die Befahrbarkeit von Wasserwegen kann etwa bei Dürre oder Sturm beeinträchtigt sein. Darüber hinaus wird bei starken Hitzewellen die Beförderung von Personen und Gütern durch Überhitzung der Fahrzeuginnenräume erschwert.
Eine weitere klimasensible Branche ist der Tourismussektor. Durch den Klimawandel ist hier mit erheblichen regionalen und saisonalen Verschiebungen der Touristenströme zu rechnen.
Für die Finanzwirtschaft, hier insbesondere die Versicherungswirtschaft, wird die Kalkulation von Risiken schwieriger. Jedoch eröffnen sich auch vielfältige neue Geschäftsoptionen, wie beispielsweise nachhaltiges Investment. Einer 2020 veröffentlichten Umfrage unter institutionellen Investoren zufolge sind für mehr als 50 % der Befragten regulatorische Klimarisiken schon eingetreten, weniger als 10 % glauben, dass es noch mehr als 10 Jahre dauern wird, bis solche Risiken eintreten werden. Mehrheitlich vertraten die Investoren die Ansicht, dass Klimarisiken noch nicht zur Gänze in die Bewertung von Anlagen eingepreist sind. Klimarisiken hatten für sie eine, im Vergleich zu anderen Risikokategorien, relativ geringe Priorität. Das Risiko von stranded assets (verlorenem Vermögen) wurde von einer Mehrzahl als am größten bei Investition in Kohle- und Öl-fördernde Unternehmen angesehen.

## Qualitative Risiken

### Regulatorische Risiken
Die Anstrengungen der Politik, die Kosten des Klimawandels zu reduzieren, haben direkte Auswirkungen auf die Ökonomie. Beispielsweise sollen die im Kyoto-Protokoll festgeschriebenen Ziele durch die Implementierung eines Marktes für Emissionszertifikate für Treibhausgase erreicht werden. Mit Hilfe dieser Zertifikate kann der Wert von Emissionen monetär quantifiziert werden; in ihnen soll sich der Wert der Vermeidung klimaschädigender Stoffe annähernd widerspiegeln. Dieser Wert soll durch die verursachenden Unternehmen internalisiert und bei Investitionsentscheidungen berücksichtigt werden. Sind die regulatorischen Vorgaben unsicher und schwammig, führt dies zu verhaltenen oder einseitigen Projekt- und Investitionsentscheidungen.

### Physische Risiken
Direkte Risiken des Klimawandels werden insbesondere für Branchen erwartet, die stark auf natürliche Ressourcen angewiesen sind, wie zum Beispiel die Agrarwirtschaft, die Fischerei, die Waldwirtschaft, das Gesundheitswesen, die Immobilienbranche und der Tourismus. So beschädigen beispielsweise Stürme und Überflutungen Gebäude und Infrastrukturelemente, und heiße Sommer mit wenig Niederschlag verursachen Missernten. Des Weiteren ist die Versicherungsbranche stark von Extremwetterereignissen betroffen.

### Rechtliche Risiken
Insbesondere energieintensive Branchen mit einer hohen Treibhausgasproduktion sehen sich dem Risiko vermehrter Klagen ausgesetzt für den Fall, dass Schäden direkt mit Emissionen in Verbindung gebracht werden können, so zum Beispiel bei Fluten und Missernten.

### Reputationsbezogene Risiken
Werden Unternehmen öffentlich für ihre Umwelteinstellung oder ihre hohe Emissionsrate gerügt, droht ihnen ein Ansehensverlust (Reputationsrisiko). Sie laufen dadurch u. a. Gefahr, Kunden zu verlieren. Die Relevanz dieses Risikos steigt heute in der Wahrnehmung.

### Wettbewerbsbezogene Risiken
Versuchen Unternehmen nicht oder nicht ausreichend mittels verschiedener Maßnahmen Klimarisiken zu reduzieren, weisen sie einen wettbewerblichen Nachteil auf. Dies könnte zu steigenden Produktionskosten durch veraltete Technologien und sich verändernde Lieferkettenstrukturen führen und damit zu sinkenden Gewinnen.

## Identifikation der Risiken
Wie oben bereits gezeigt, ist eine starke Beeinflussung der Unternehmenstätigkeit durch den Klimawandel in vielen Regionen zu erwarten. Eine rechtzeitige Identifikation der eigenen Betroffenheit und der zu erwartenden Risiken ist daher für eine zukunftsorientierte Unternehmensplanung unabdingbar. So bestehen beispielsweise Möglichkeiten, durch ein rechtzeitiges Hedging oder eine Veränderung des Standortes bzw. die Vorsorge gegen zu erwartende standortbedingte Ausfälle den finanziellen Risiken entgegenzuwirken. Die Integration der Klimarisiken in alle Entscheidungsprozesse, insbesondere vor dem Auftreten der Beeinträchtigung der jeweiligen Bereiche, muss daher einen Grundpfeiler der Unternehmenspolitik bilden.

## Berichterstattung zu Klimarisiken
Unternehmen können, aufgrund rechtlicher Verpflichtungen oder auch freiwillig bzw. auf Druck von außen hin, über Klimarisiken, denen sie ausgesetzt sind, und über ihren Umgang mit diesen Risiken an verschiedene Kreise (Behörden, Investoren, die Öffentlichkeit) berichten.

### Rechtliche Regelungen
Unternehmen, die am EU-Emissionsrechtehandel teilnehmen, müssen ihre Treibhausgasemissionen berichten (→ CO2-Bilanz). Hierzu erließ die Europäische Kommission Leitlinien für die Überwachung und Berichterstattung von Treibhausgasemissionen.

### Anforderungen von Investoren
Auch die Anforderungen der Stakeholder treiben die Klimaschutzberichterstattung von Unternehmen an. Kunden, Nichtregierungsorganisationen und vor allem Investoren fordern zunehmend eine Offenlegung von Klimarisiken, da sie vermehrt auf das finanzielle Risiko einer Missachtung des Klimawandels als strategischen Kernpunkt achten. Im Zuge der steigenden Bedeutung von Klimaaspekten als Entscheidungsgrundlage für Investitionen werden immer mehr kollektive Investoreninitiativen ins Leben gerufen.

### Freiwillige Maßnahmen
Unternehmen können auch freiwillig über Klimarisiken berichten. Hierunter fällt die Erstellung eines Umweltberichts, der dem Leitfaden der Global Reporting Initiative (GRI) zur Nachhaltigkeitsberichterstattung folgt. Ziel des GRI-Leitfadens ist es, verantwortliche Unternehmensentscheidungen zu fördern, sowie die Bereitstellung von Informationen für interessierte Kreise, um dadurch sowohl interne als auch externe Zielgruppen zu unterstützen.
Eine Analyse der Global Top 100, d. h. der hinsichtlich der Marktkapitalisierung 100 größten Unternehmen der Welt, anhand ihrer Berichte in der GRI Datenbank und ihrer Antworten auf Fragen nach Klimarisiken in einem Fragebogen des Carbon Disclosure Project zeigte, dass wenig über Klimarisiken berichtet wurde. Zwar machten nur zehn Unternehmen keine Angaben zu Klimarisiken, die meisten der Antworten waren jedoch kurz gefasst. Knapp die Hälfte der Antworten enthielten Aussagen zu regulatorischen Risiken, gefolgt von physikalischen Risiken (32 %) und anderen Risiken (21 %).

## Klima-Risikomanagement
Klimarisiken sind Umweltrisiken. Klima-Risikomanagement ist dementsprechend Umweltrisikomanagement mit Fokussierung auf Klimarisiken, auf deren Identifizierung, Analyse, Bewertung und Bewältigung. Das Institut der deutschen Wirtschaft kam in einer im Jahr 2009 veröffentlichten Analyse zu dem Ergebnis, dass jedes zweite der untersuchten Unternehmen mit einem Risikomanagementsystem Klimarisiken miteinbezieht.